# Око-1
«Око-1» — російська супутникова система виявлення стартів міжконтинентальних балістичних ракет. Входить до складу космічного ешелону системи попередження про ракетний напад. Включає в себе супутники другого покоління Прогноз 71Х6 (рос. УС-КМО — Управляемый Спутник-Контроль Морей Оканов) на геостаціонарній орбіті.
Головний розробник системи — російський ЦНДІ «Комета», розробник бортової апаратури виявлення (БАО) — ДОІ ім. С.І. Вавилова, розробник космічних апаратів — НВО Лавочкіна.
КА виводяться на орбіту за допомогою  ракети-носія «Протон-К».
Всього було запущено 8 апаратів УС-КМО, перший з яких стартував 14 лютого 1991, останній — 30 травня 2012 року. Останній апарат коштував $1,5 млрд., його збирання тривало два роки. За всю програму тільки два супутники працювали понад п'ять запланованих років.
Навесні 2014 року система припинила існування в зв'язку з виходом з ладу єдиного функціонуючого супутника (для роботи системи необхідно як мінімум 2 супутника).